# کیدو تاکایوشی
کیدو تاکایوشی (به ژاپنی: 木戸 孝允 Kido Takayoshi)، کاتسورا کوگورو (به ژاپنی: 桂 小五郎)، نیبوری ماتسوسوکه (به ژاپنی: 新堀 松輔)، کیدو کونین ; (۱۱ اوت ۱۸۳۳ – ۲۶ مهٔ ۱۸۷۷) یک سیاست‌مدار و دیپلمات اهل قلمروی چوشو در ژاپن بود. کیدو از افراد مؤثر و پیشرو در اصلاحات میجی بود.

## اوایل زندگی
«وادا کوگورو» (Wada Kogorō) در ۱۱ اوت ۱۸۳۳ در هاگی، قلمرو چوشو (استان یاماگوچی کنونی) به دنیا آمد. او پسر «وادا ماساکاگه» (Wada Masakage 和田 昌晅)،سامورایی پزشک، از همسر دومش «سیکو» (渐) بود. از آنجاییکه شوهر خواهر کوگورو قبلا رئیس خانواده وادا شده بود، کوگورو در سال ۱۸۴۰ هنگامی که هفت سال داشت در خانواده کاتسورا به سرپرستی گرفته شد و از آنجا به بعد به نام «کاتسورا کوگورو» (桂 小五郎) شناخته شد.
مستمری خانواده کاتسورا در ابتدا ۱۵۰ ککو بود، اما این مبلغ به ۹۰ ککو کاهش یافت به دلیل اینکه کاتسورا دیر به فرزندخواندگی پذیرفته شده بود و این اتفاق زمانی رخ داده که پدر خوانده‌اش «کاتسورا تاکاکو» (Katsura Takako 桂 孝古) در بستر مرگ بود و ده روز بعد از آن درگذشت.  به این ترتیب کاتسورا کوگورو رئیس خانواده کاتسورا شد.  یک سال بعد در سال ۱۸۴۱، مادر خوانده اش نیز فوت کرد. در ماه های بعد کاتسورا را به خانه قدیمی خود بازگرداندند و در سال ۱۸۴۸، او مادر و خواهر ناتنی بزرگترش «یاکو» (Yaeko) را خاطر بیماری از دست داد. 
کاتسورا در مدرسه «مِ‌ای‌رین‌کان»(Meirinkan) تحصیل کرد، که بعدا به طرز روزافزونی از انتخاب این مدرسه پشیمان شد و از پدرش سرپیچی کرد تا در در سال ۱۸۴۹ در «شوکا سونجوکو» (Shōka Sonjuku) مدرسه خصوصی «یوشیدا شوین» تحصیل کند. کاتسورا فلسفه وفاداری به امپراتوری را از یوشیدا شوین فرا گرفت.‌ کاتسورا در سال ۱۸۵۱ پدرش را از دست داد.  
کاتسورا در سال ۱۸۵۲ برای فراگیری شمشیرزنی به ادو (توکیو کنونی) رفت و در آنجا با سامورایی‌های تندرویی از قلمرو میتو (میتو امروزی، استان ایباراکی) ارتباط برقرار کرد و به همراه «اگاوا هیده‌تاتسو تاروزایمون» (Egawa Hidetatsu Tarōzaemon ) فنون علم توپخانه را آموخت. کاتسورا پس از مشاهده و بررسی از ساخت کشتی‌های خارجی در ناگاساکی و شیمودا، به چوشو بازگشت تا بر ساخت و ساز اولین کشتی جنگی به سبک غربی در قلمرو نظارت کند. 

## براندازی حکومتشوگون‌سالاری
پس از سال ۱۸۵۸، کاتسورا کوگورو در اقامتگاه چوشو در ادو مستقر شد. او در آنجا به عنوان رابطی میان مقامات اداری قلمرو چوشو و افراد تندرو، خدمت می‌کرد. این افراد سامورایی‌های جوان و رده پایین‌تر قلمرو چوشو بودند که از جنبش «سوننو جوئی» حمایت می‌کردند. پس از سوء قصد به جان «آندو نوبوماسا»، کاتسورا به علت ارتباطش با افرادی از اهل میتو که حامیان امپراتور بودند ، مورد سوءظن حکومت قرار گرفت و به کیوتو منتقل شد. با اینحال کاتسورا در مدتی که در کیوتو اقامت داشت، نتوانست مانع از کودتا ۳۰ سپتامبر ۱۸۶۳ قوای دو قلمرو آیزو و ساتسوما شود، کودتایی که منجر به بیرون راندن قوای چوشو از کیوتو شد.

### حادثه ایکه‌دایا
طبق خاطرات شخصی کاتسورا در رابطه با «حادثه ایکه‌دایا»، او در عصر ۸ ژوئیه ۱۸۶۴ با حامیان ام‍پراطور، «ایشین شیشی»، در مسافرخانه «ایکه‌دایا» جلسه‌ای داشت. کاتسورا ادعا داشت که آنها فقط برای بحث در مورد چگونگی نجات «فوروتاکا شونتارو» از «شین‌سن‌گومی»، گردهم آمده بودند. او درنهایت قبل از حمله قوای شین‌سن‌گومی، از مسافرخانه خارج شد.
با این حال در شایعات مختلفی ذکر شده که کاتسورا توسط «ایکوماتسو»( 幾松 )، معشوقه گیشا خود، از آمدن شین‌سن‌گومی مطلع شده بود و تصمیم گرفت که در جلسه شرکت نکند؛ یا اینکه در زمان حمله، از طریق پنجره طبقه بالا از مهمانخانه خارج شد و از روی پشت‌بام فرار کرد.
کاتسورا پنج روز بعد را در زیر پل نیجو (Nijō) در امتداد رودخانه کامو (Kamo) مخفی شد و خود را یه عنوان گدا جا می‌زد. در این مدت معشوقه‌اش از مغازه «ایمای تارومون» (Imai Tarōemon)، تاجر اهل چوشو، کوفته برنجی برای او می آورد و بعداً در فرار به او کمک کرد.

### شورش کینمون
کاتسورا در شورش «دروازه هاماگوری» در ۲۰ اوت ۱۸۶۴ مشارکت داشت اما در حین شورش حاضر نبود. «شورش کینمون» تلاش ناموفق قوای چوشو بود که امپراتور کومی را در حوالی دروازه «هاماگوری» دستگیر کنند تا خاندان امپراتوری را به موقعیت برتری سیاسی خود برگردانند. افراد چوشو با قوای آیزو و ساتسوما که رهبری دفاع از کاخ امپراتوری را بر عهده داشتند، درگیر شدند.  در این حین شورشیان چوشو، کیوتو را به آتش کشیدند. آتش‌سوزی‌ از محل اقامت خاندان «تاکاتسوکاسا» و یکی از مقامات چوشو شروع شد.
شورش کینمون منجر به سوزانده شدن ۲۸۰۰۰ خانه شد. تلفات قوای چوشو حدود ۴۰۰ نفر بود که «کاتسوزابورو» (Katsuzaburō)، پسر خوانده‌ کاتسورا، از جمله این افراد بود. فقط ۶۰ نفر از قوای آیزو و ساتسوما در این شورش کشته و زخمی شدند. کاتسورا دوباره مجبور شد که به‌ وسیله معشوقه گیشا خود مخفی شود. بعدا کاتسورا در سال ۱۸۶۵ از نام مستعار «نیبوری ماتسوسوکه» (Niibori Matsusuke) برای ادامه فعالیت‌های خود علیه حکومت شوگون‌‌سالاری استفاده کرد.

### اتحاد ساتچو
پس از آنکه افراد افراطی، تحت فرمان «تاکاسوگی شینساکو» امور سیاسی چوشو را در اختیار گرفتند؛ کاتسورا در سال ۱۸۶۶، تحت نام تازه «کیدو جونیچیرو» (木戸 準一郎__ Kido Junichirō) به همراه تاکاموری سایگو و اوکوبو توشیمیچی و میانجیگری ریوما ساکاموتو در ایجاد اتحاد ساتچو نقش مهمی داشت. این اتحاد در جنگ بوشین و متعاقباً اصلاحات میجی نقش حیاتی داشت.
کاتسورا تقریباً در همین زمان، «شوجیرو» (Shojirō)، خواهرزاده دیگرش را که دومین پسر خواهر کوچکترش، «کوروهارا هاروکو» بود، به عنوان وارث خود به سرپرستی گرفت.

## سیاستمدار درحکومت میجی

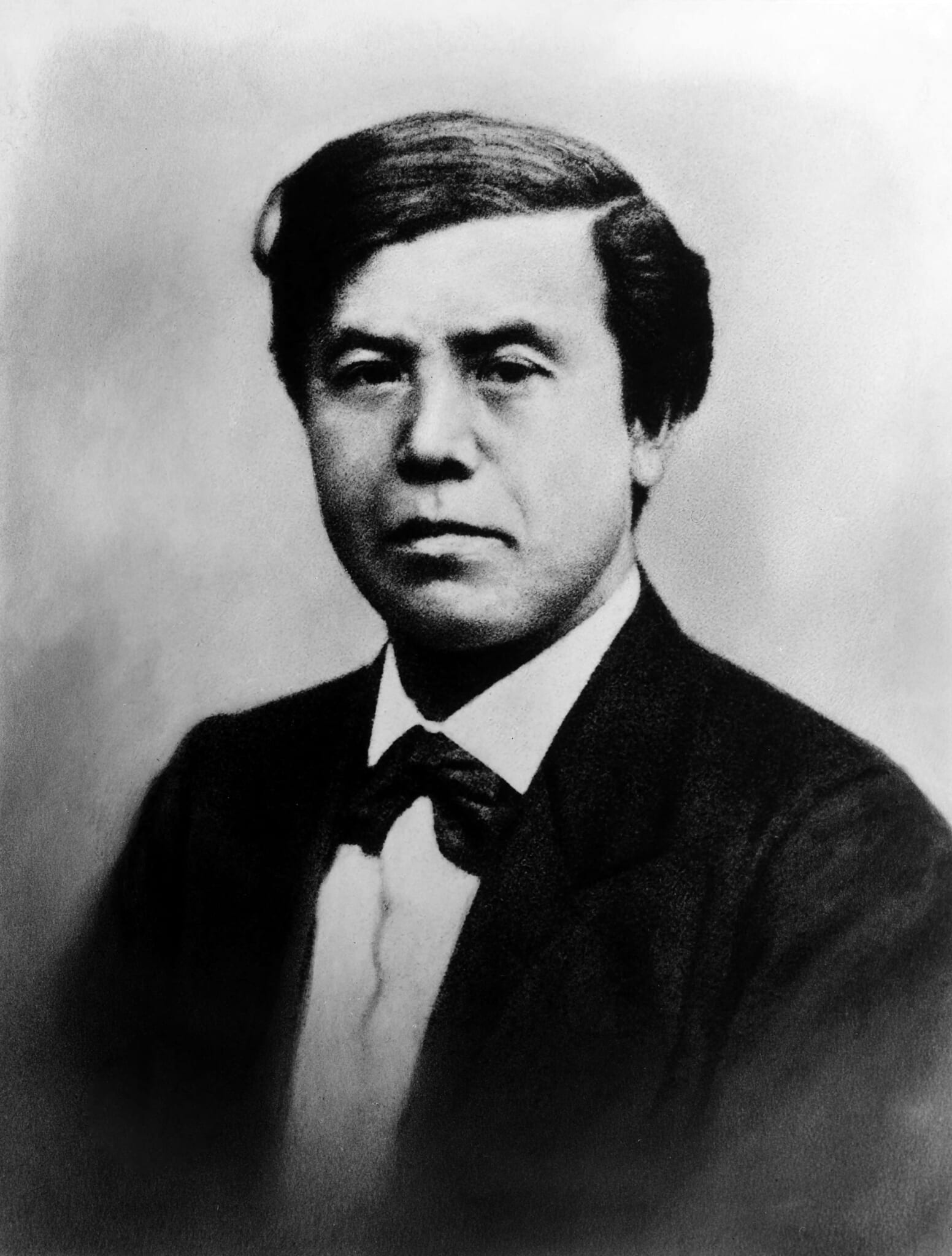
کیدو تاکایوشی پس از اصلاحات میجی

به دنبال سرنگونی حکومت شوگون‌‌سالاری در سال ۱۸۶۸، کاتسورا نقش بزرگی را در تشکیل دولت تازه تاسیس میجی ایفا کرد. کاتسورا به عنوان یک «سان‌ یو» (san'yo_ به معنی مشاور امپراتوری) در نوشتن پیش‌نویس «سوگندنامه پنج ماده‌ای» کمک و سیاست‌های متمرکزسازی و نوسازی ژاپن را آغاز کرد. کاتسورا در رهبری و هدایت لغو نظام هان نقش داشت. 
کاتسورا در اوت ۱۸۶۸، ترتیبی داد که ایکوماتسو، معشوقه‌اش در خانواده‌ای سامورایی «اوکابه تومیتارو» (Okabe Tomitarō) پذیرفته شود و بعداً با او ازدواج کرد. کاتسورا در سال ۱۸۶۹ تغییر نام داد و بعد از این به نام کیدو تاکایوشی (Kido Takayoshi_木戸 孝允) شناخته شد.
کیدو در ۲۳ دسامبر ۱۸۷۱، در مأموریت ایواکورا شرکت و به آمریکا و اروپا سفر کرد. او به طور خاص به نظام های آموزشی و امور سیاسی غرب علاقه مند شده و پس از بازگشت به ژاپن در ۱۳ سپتامبر ۱۸۷۳، از مدافعان قوی استقرار حکومت مشروطه شد. کیدو پی برده بود که ژاپن در وضعیت فعلی خود در هیچ موقعیتی نیست که قدرت های غربی را به چالش بکشاند. او همچنین به‌ موقع به کشور بازگشت تا از تجاوز نظامی ژاپن به کره (سِی‌کان رُون) جلوگیری کند.
کیدو در الیگارشی میجی، جایگاه برتر خود را به «اوکوبو توشیمیچی» باخت. او با لشکرکشی به تایوان در سال ۱۸۷۴ به شدت مخالف بود و در اعتراض به آن از دولت استعفا داد. کیدو پس از «نشست اوساکا» در سال ۱۸۷۵، موافقت کرد که دوباره به دولت بازگردد. او رئیس مجمع فرمانداران استانی شد؛ مجمعی که از نتایج نشست اوساکا بود. کیدو همچنین مسئول تحصیلات امپراتور میجی جوان شد.

## مرگ

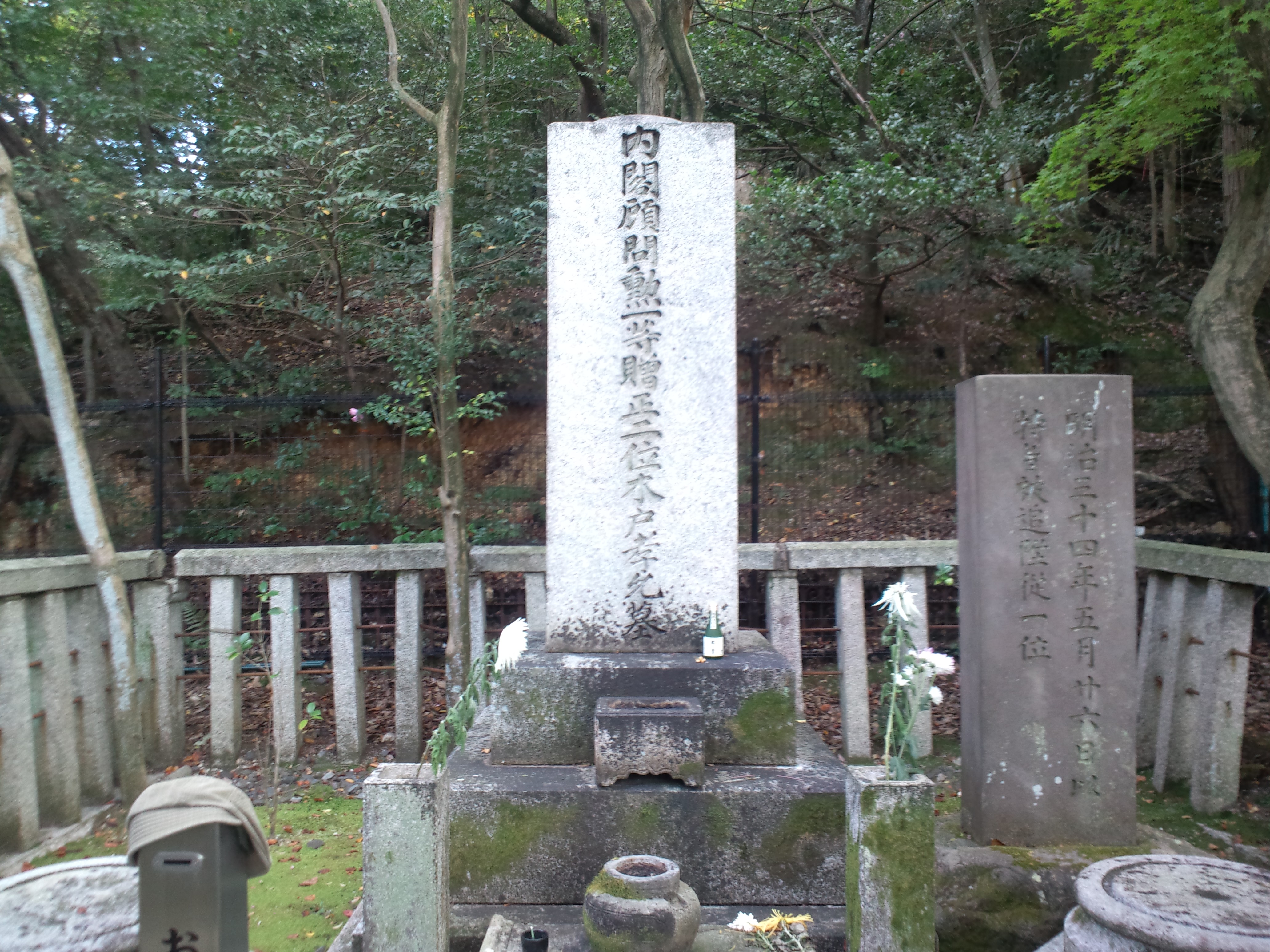
مقبره کیدو تاکایوشی در معبد کیوتو ریوزن گوکوکو، کیوتو، ژاپن.

در اواسط شورش ساتسوما در سال ۱۸۷، کیدو بر اثر بیماری‌هایی درگذشت که به مدت طولانی او را آزار می‌داد؛ که به نظر ناشی از نوعی اختلال روانی در ترکیب با خستگی جسمانی و سال‌ها مصرف بیش از حد الکل بود. همچنین تصور می شود که او به سل یا بری بری مبتلا بود. هنگامی که کیدو به خاطر بیماری به سختی هوشیار بود، دست اوکوبو را می‌فشرد و می‌گفت: «کافیه سایگو!».          مقبره کیدو در معبد کیوتو ریوزن گوکوکو قرار دارد.

## تفکرات و تاثیرات

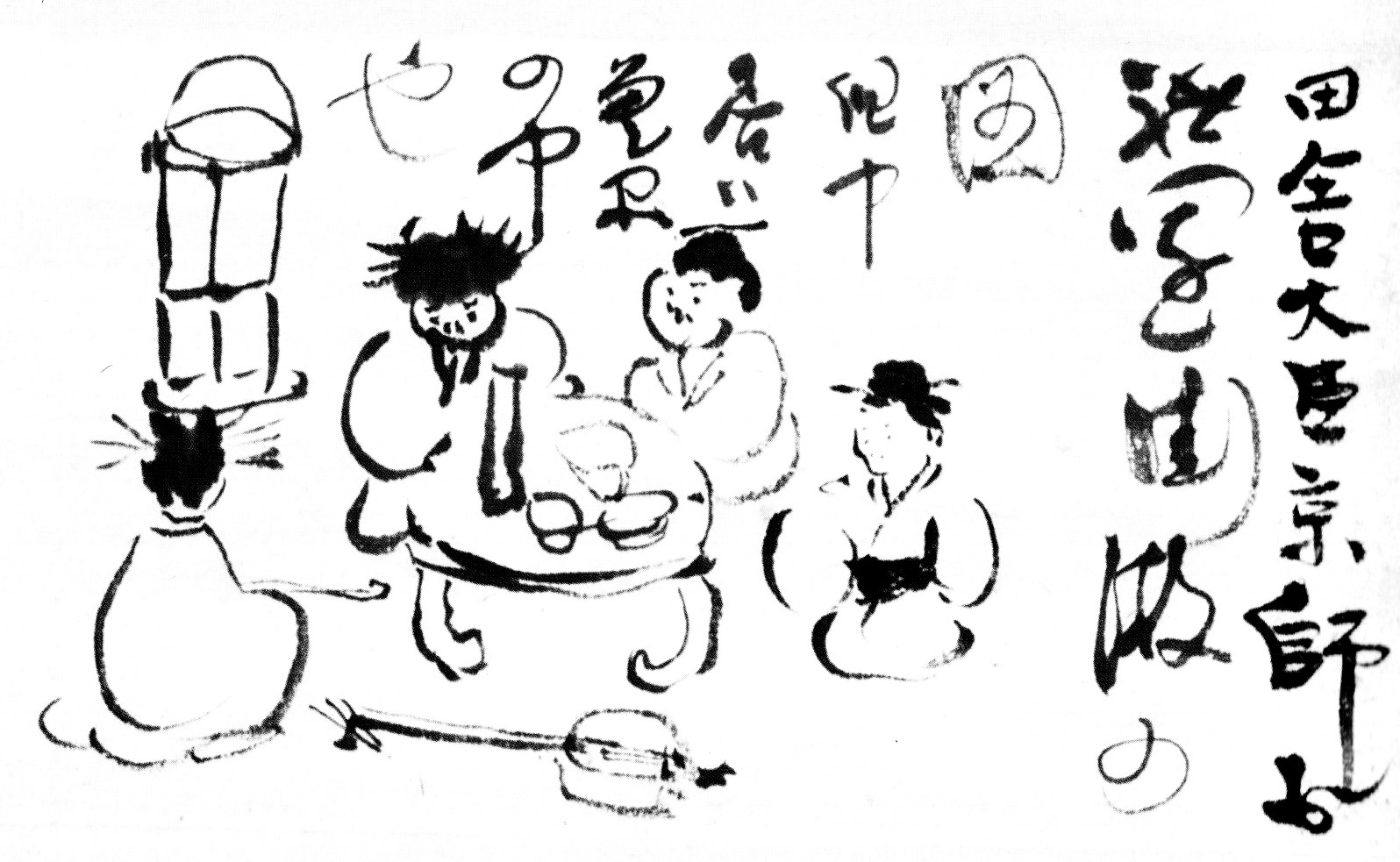
طرحی از کیدو تاکایوشی، که در آن خودش را «وزیری از روستا» توصیف کرده هست.

کیدو در خاطرات خود از کشمکش شدید درونیش نوشته که بین وفاداری به چوشو، قلمرو خود و علاقه بیشتر به کشورش، در تضاد بود.کیدو اغلب در خاطراتش می‌نوشت که مجبور بود در زادگاه خود با شایعاتی مبنی بر خیانت او به دوستان قدیمی‌اش، مقابله کند. طرح شکل‌گیری یک ملت واحد، فکر نسبتا تازه‌ای در ژاپن بود. به همین دلیل اکثر سامورایی ها بیشتر از وطن، به فکر حفظ منافع قلمرویشان بودند.
کیدو تاکایوشی به همراه سایگو تاکاموری و اوکوبو توشیمیچی به نام «ایشین-نو-سانکتسو» (維新の三傑) شناخته می شوند، که تقریباً به معنای «سه قهرمان برجسته اصلاحات» است.
کیدو حادثه ایکه‌دایا را خطرناک‌ترین اتفاق در مسیر عمرش می‌دانست که آن را نمی‌توانست از یاد ببرد.

## خانواده
شوجیرو، پسرخوانده و وارث کیدو ،به مدت ده سال در انگلستان تحصیل کرد و در سال ۱۸۸۲ به ژاپن بازگشت، اما در طول سفر به علت بیماری درگذشت. 
«کوروهارا هیکوتارو» (Kuruhara Hikotarō)، خواهرزاده دیگر کیدو و برادر بزرگتر شوجیرو، در ۱۸ نوامبر ۱۸۸۴ وارث جدید خانواده کیدو شد. او به نام «مارکی کیدو تاکاماسا» (Kido Takamasa _木戸孝正) شناخته می‌شد و پدر          «کیدو کوایچی»، نزدیکترین مشاور امپراتور هیروهیتو در طول جنگ جهانی دوم بود.
«یوشیکو» (Yoshiko_好子)  تنها فرزند تنی کیدو، همسر اول تاکاماسا بود که در سال ۱۸۸۷، در سن ۱۸ سالگی، به علت بیماری درگذشت. این ازدواج فرزندی به دنبال نداشت.